# Krivo Brdo
Krivo Brdo este o localitate din comuna Gorenja vas - Poljane, Slovenia, cu o populație de 9 locuitori.